# Město darované
Město darované je dokumentární film, který natočil režisér Vladimír Kressl v roce 1965. Film je tvořen útržky filmu Vůdce daroval Židům město nalezenému v Československu, který natočili nacisté v roce 1944 v koncentračním táboře Terezín, a kresbami obětí holokaustu. Vše je doplněno čtením o počtu lidí, kteří byli odvedeni do transportu a kolik jich přežilo.